# Acacia glaucocaesia
Acacia glaucocaesia är en ärtväxtart som beskrevs av Karel Domin. Acacia glaucocaesia ingår i släktet akacior, och familjen ärtväxter. Inga underarter finns listade i Catalogue of Life.